# Guardian
Guardian é uma banda de metal cristão contemporânea que foi formada originalmente nos anos 80. A banda gravou seis álbuns de estúdio e três álbuns adicionais em espanhol e  viajou  extensivamente pelo mundo em diversas turnês. Nos anos 90, os componentes decidiram se separar  e dedicar o tempo a outros projetos pessoais. David Bach foi  servir como executivo  da  EMI. Tony Palacios foi produzir e mixar álbuns de outros artistas. Karl Ney é atualmente o gerente comercial de vários artistas de Nashville. Jamie Rowe atua em carreira  solo.

## História

### Anos 80
A banda foi fundada em 1982 em Orange County, Califórnia com o nome de Fusion, pelo baixista David Bach e pelo  cantor Paul Cawley.  A formação da banda original no início dos anos 80 incluía o baterista Steve Martinez e guitarrista Gene Thurston. A banda se destacou na cena musical em expansão de Los Angeles , devido à sua não convencional e futurista armadura, cujo conceito de Cawley era derivado da passagem bíblica em Efésios 6 sobre "Colocar toda a armadura de Deus". Mudanças de membros, em 1984, incluiu o baterista Rikk Hart e o guitarrista James Isham. No final de 1984, Isham deixou a banda, e o trio de Cawley, Bach e Hart gravou um EP de seis músicas chamado Rock In Victory. Durante o início de 1985, a banda experimentou pegadas pop  temporariamente que logo foram juntadas com outros dois membros, o tecladista Brent Jeffers  e o vocalista Pat Dewey, que sairam logo em seguida para formar uma banda chamada The Deacons. Depois de muito procurar, Cawley, Bach e Hart recrutaram o guitarrista David Caro. Caro chegou apenas à tempo para uma das primeiras de muitas mudanças na trajetória da banda.
Em 1985, a banda conseguiu chegar a um acordo com a gravadora Enigma Records, depois de amigo de escola de Hart, Eric Blair, (que trabalhava para a banda de metal cristão Stryper) levou o EP Rock in Victory para o presidente da Enigma Records, Wesley Hein. Quando descobriram que havia uma banda espanhola também com nome Fusion, eles mudaram o nome para Gardian - intencionalmente para ter 7 letras de acordo com o número de letras do nome da banda Stryper. No início de 1986, Caro deixou a banda e foi substituído pelo guitarrista Tony Palacios. Com Palacios, a banda gravou um EP chamado Voyager and Fusion: The Early Years em 1987, que foram realmente demos gravadas nos fundos de uma loja de música de pré-produção em Orange County.
Em 1988, a banda abandonou a armadura e acrescentou o "U" ao seu nome, enquanto isso estavam continuamente em turnê por toda a Califórnia e gravando demos para sua gravadora. Em 1989, Enigma / Capitol finalmente lançou seu primeiro álbum oficial, First Watch, produzido por Stryper's Oz Fox. Este lançamento contou com um som de metal mais melódico e foi seguido por uma extensa turnê pelos Estados Unidos e Japão. Rikk Hart deixou a banda no segundo semestre de 1989 e foi substituído pelo baterista Jason Souza para a turnê japonesa. Souza foi então recrutado por John Alderete e John Corabi para a formação original do The Scream e foi substituído pelo ex-baterista Shelijahn.

### Anos 90
No início de 1990, membro fundador Paul Cawley deixou a banda, Bach e Palacios pediram para ser liberados do contrato com gravadora Enigma Records, enquanto procuravam um selo mais cristão . Depois que eles foram liberados, Jamie Rowe e o baterista Karl Neyse juntaram à banda. Eles começaram trabalhando com os produtores Dino e John Elefante e o segundo álbum deles, Fire an Love, lançado em  1991 saiu pelo selo Pakaderm .
Depois de viajar com Stryper em 1992, a banda gravou  o terceiro álbum, Miracle Mile em 1993. O álbum era uma partida das primeiras de duas gravações e um flerte explícito com o Rhythm and Blues. O álbum agradou depressa e alcançou o CCM Top Five.
Depois de assinar contrato com o selo Myrrh Records, eles seguiram com o álbum  Swing, Swang, Swung de  1994 em um tom bem acústico e mais experimental. Swing, Swang, Swung  foi registrado na garagem do produtor (John & Dino Elefante)  e foi caracterizado por uma fusaõ de blues e rock.O primeiro álbum espanhol foi  Nunca Te Dire Adiós em 1995.
A banda trocou então de produtor: Steve Taylor. Debaixo da direção dele, eles voltaram a um som mais pesado, enquanto ajustavam-se às  tendências novas no gênero e então gravaram Buzz em 1995. Em 1997, a banda gravou  Bottle Rocket e o segundo álbum em espanhol: Promesa. 
Conforme alguns rumores veiculados na imprensa especializada, é neste momento que David Bach deixa a banda devido a algumas diferenças, mas isto nunca foi confirmado. Porém, com trocas crescentes no gênero e mudanças variadas no estilo musical, a banda decidiu dar um tempo e dedicar-se  a outros projetos pessoais. Sem David Bach, ainda foi lançado o terceiro álbum espanhol da banda, intitulado Dime.  

### Anos 2000 - atualmente
Em 2004, foi anunciado que a banda começará a viajar novamente em 2005, e registrará um álbum novo provavelmente em futuro próximo. Em abril de 2006, produtor Dino Elefante contou no site Jesus Freak Hideout que o Guardian liberaria um álbum denominado Triple Five, uma compilação com um  canções novas da banda. Mais recentemente, Jamie Rowe disse que pode haver um CD completo de material todo novo em lugar de Triple Five. Porém, estes planos foram postos na espera devido as restrições de tempo pois é difícil para banda se reunir.
Em outubro de 2006, o Guardian fez uma apresentação ao vivo no festival ARPA Awards na Cidade do México onde eles executaram uma mescla de alguns de seus sucessos em espanhol.
O Guardian participou também de apresentações com  veteranos do Metal Cristão, como Bride e Tourniquet, na Alemanha no festival Legends of Rock em fevereiro de 2007.

### Reunião com o Whitecross
Jamie Rowe e David Bach anunciaram que lançariam um EP junto com Rex Carroll (Guitarrista do Whitecross) Michael Feighan (baterista do Whitecross) . O álbum intitulado: "The Great Whitecross & Guardian Revival EP" foi lançado em Outubro de 2017 e foi muito bem recebido pela crítica e pelos fans das duas bandas.

## Integrantes
Integrantes atuais
- David Bach - baixo, violão (1982 - presente)
- Tony Palacio - violões, guitarra (1989 - presente)
- Jamie Rowe - vocal (1990 - presente)
- Karl Ney - Bateria (1990 - presente)
- Jamey Perrenot - guitarra (2009 - presente)

Ex—integrantes:
- Paul Cawley - vocal, guitarra (1982 - 1990)
- David Caro - violões, guitarra (1985 - 1988)
- James Isham - violões, guitarra (1982 - 1984)
- Rikk Hartt- Bateria (1982 - 1990)

## Discografia

### Álbuns de estúdio
- 1989 - First Watch
- 1991 - Fire and Love
- 1993 - Miracle Mile
- 1994 - Swing, Swang, Swung
- 1995 - Buzz
- 1997 - Bottle Rocket
- 2014 - Almost Home
- 2017 - The Great Whitecross & Guardian Revival EP

### Compilações
- 1996 - Kingdom of Rock
- 1997 - Delicious Bite-Size Meat Pieces
- 1998 - The Yellow and Black Attack Is Back!
- 1999 - Smashes: The Best of Guardian
- 1999 - Sunday Best
- 2001 - Voyager and Fusion: The Early Years
- 2007 - The Definitive Collection

### Álbuns em espanhol
- 1995 - Nunca Te Dire Adiós
- 1997 - Promesa
- 2001 - Dime

### Ao vivo
- 2000 - Live!
- 2001 - Live at Cornerstone